# Osiedle Żołnierzy POW (Bełchatów)
Osiedle Żołnierzy Polskiej Organizacji Wojskowej – jedno z osiedli mieszkaniowych Bełchatowa, położone niedaleko stadionu GKS Bełchatów.
Główną ulicą osiedla jest  ul. gen. Stefana Grota-Roweckiego. Osiedle składa się z dwóch części: z wysokich 10-piętrowych bloków oraz mniejszych 4-piętrowych. Na terenie osiedla Żołnierzy POW znajduje się szkoła podstawowa nr 3 i przychodnia lekarska. 

## Nazwa
Nazwa osiedla została nadana na cześć Żołnierzy Polskiej Organizacji Wojskowej. 